# 李鴻欽
李鴻欽 是台灣漫畫家，嘉義市出生，華南商職畢業。
其代表作為《狗臉的歲月》。

## 簡歷
- 1993年以〈交錯〉獲得第三屆東立漫畫新人獎第一名後正式出道。隨後在東立《午安》月刊連載與編劇張竸合作的短篇漫畫〈爆裂台北〉。
- 1994年與編劇張竸再次合作〈無賴阿將〉連載于《午安》月刊。並獲得民86年度國立編譯館優良漫畫獎連環圖畫組甲類佳作。
- 1996年獨自編繪〈狗臉的歲月〉於東立《龍少年》月刊連載。並獲得民87年度國立編譯館優良漫畫獎連環圖畫組甲類佳作。
- 1998年以〈狗臉的歲月〉于《中國時報》連載四格漫畫。
- 1999年於《時報週刊》連載〈胖達與小沈〉四頁漫畫。
- 2000年 網路歌神訐譙龍的繪製與導演工作。
- 2001年與毛毛、卓宜彬、黃聰毅、張智豪共同出版《夢還未醒 - 921震災物語》。
- 2002年所製作的〈訐譙龍之飛龍在天〉在2002年《數位內容動畫產品雛形獎》得獎。
- 2012年出版由吳念真導演舞台劇改編漫畫〈漫畫人間條件3 台北上午零時〉。
- 2015年出版由吳念真導演電影改編漫畫〈多桑〉。
- 2019年〈狗臉的歲月〉重繪出版名稱改為〈狗臉的歲月－記1629梯〉。
- 2022年〈狗臉的歲月－記1629梯〉第三集入圍第十三屆金漫獎《年度漫畫獎》。

## 作品一覽

### 四格漫畫
- 細漢仔（1995年於中國時報趣味休閒版連載）
- 狗臉的歲月（1997年於中國時報趣味休閒版連載）

### 短篇漫畫
- 交錯
- 爆裂台北 (編-張競)
- 胖達與小沈
- 慟 (瓦礫中的勇氣)

### 長篇漫畫
- 無賴阿將(編-張競)
- 狗臉的歲月
- 狗臉的歲月－記1629梯

### 單行本
- 無賴阿將（全2集）
- 狗臉的歲月（3集）
- 夢還未醒- 921震災物語（全1集）毛毛、卓宜彬、李鴻欽、張智豪、黃聰毅合著，東立，2000年9月25日，ISBN 9577313817
- 漫畫人間條件3-台北上午零時 （原著-吳念真） ISBN 9789868826571
- 多桑 （原著-吳念真） ISBN 9789866634550
- 狗臉的歲月－記1629梯（全4集）